# (541003) 2017 XV58
(541003) 2017 XV58 es un asteroide perteneciente al cinturón de asteroides descubierto el 30 de noviembre de 2005 por el equipo del Spacewatch desde el Observatorio Nacional de Kitt Peak, Arizona, Estados Unidos.

## Designación y nombre
Designado provisionalmente como 2017 XV58.

## Características orbitales
2017 XV58 está situado a una distancia media del Sol de 2,567 ua, pudiendo alejarse hasta 3,070 ua y acercarse hasta 2,065 ua. Su excentricidad es 0,195 y la inclinación orbital 13,23 grados. Emplea 1503,01 días en completar una órbita alrededor del Sol.

## Características físicas
La magnitud absoluta de 2017 XV58 es 16,7. 